# Breitspurbahn

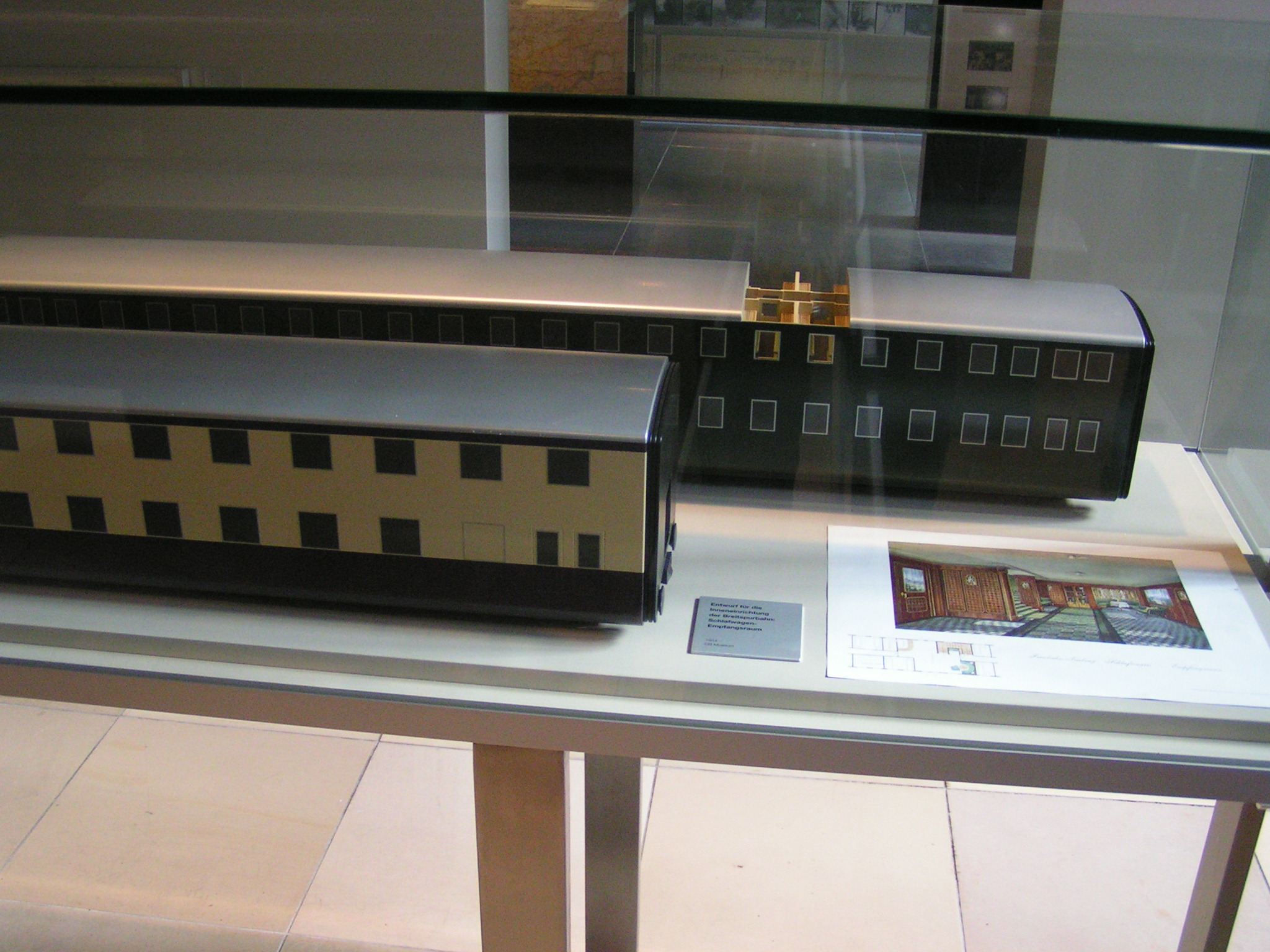
Maquettes de voitures de la Breitspurbahn au musée des transports de Nuremberg.

La Breitspurbahn (« chemin de fer à voie large ») est un projet de réseau ferroviaire à écartement de chemin de fer de 3 000 millimètres proposé en 1943 durant le Troisième Reich, devant être mis en œuvre à la fin de la Seconde Guerre mondiale.
Ce réseau, présenté en 1943, servi par une infrastructure gigantesque et parcouru par du matériel de taille impressionnante, doit relier toutes les régions du Grand Reich germanique jusqu'à la mer Caspienne pour y convoyer voyageurs et marchandises. Ingénieurs et bureaux d'étude continuent à travailler sur la Breitspurbahn, alors même que la situation politique et militaire du Reich se fragilise et peut faire douter de la réalisation du projet.

## Contexte historique et politique
Dès les années 1920, l'idée d'un réseau ferroviaire à voie large semble évoquée en Allemagne. En 1938, la modernisation du réseau ferré allemand, mise à mal par les conséquences financières de la défaite lors de la Première Guerre mondiale, est étudiée par la Deutsche Reichsbahn (DR). Plusieurs projets, prévoyant entre autres de faire rentrer des wagons de chemin de fer « classiques » dans des wagons d'un gabarit gigantesque (7 m de large) sont élaborés. En 1942, Adolf Hitler constate la disproportion entre les projets de modernisation du réseau routier (larges autoroutes) et le chemin de fer dont l'écartement des rails reste celui, « ridicule », d'une diligence anglaise.
Il demande donc aux dirigeants de la DR de préparer un projet permettant d'améliorer de manière significative la capacité de transport de marchandises (denrées alimentaires, charbon, etc.) et de voyageurs en Europe après la victoire du Troisième Reich et la création du Grand Reich germanique ; ceci ne peut se faire qu'en construisant un réseau ferré à écartement large. Ces motivations économiques sont également, sans doute, une manifestation de la mégalomanie du chancelier allemand. Plus de 200 experts et scientifiques, dont Fritz Todt et Albert Speer, sont sollicités pour participer à ce projet. De nombreuses firmes y contribuent aussi, comme Krupp, Siemens ou Henschel.
Les études continuent à être poussées alors même que la situation militaire de l'Allemagne se renverse — la bataille de Stalingrad (l'un des terminus prévus) est perdue lorsque le projet de réseau est établi en mars 1943 — ; des documents sont même postérieurs au débarquement de Normandie. Beaucoup de sources sont perdues en 1945 et celles qui sont disponibles ne permettent pas de savoir si le travail se poursuivait alors par devoir ou par conviction.

## Projet

### Infrastructure

#### Réseau

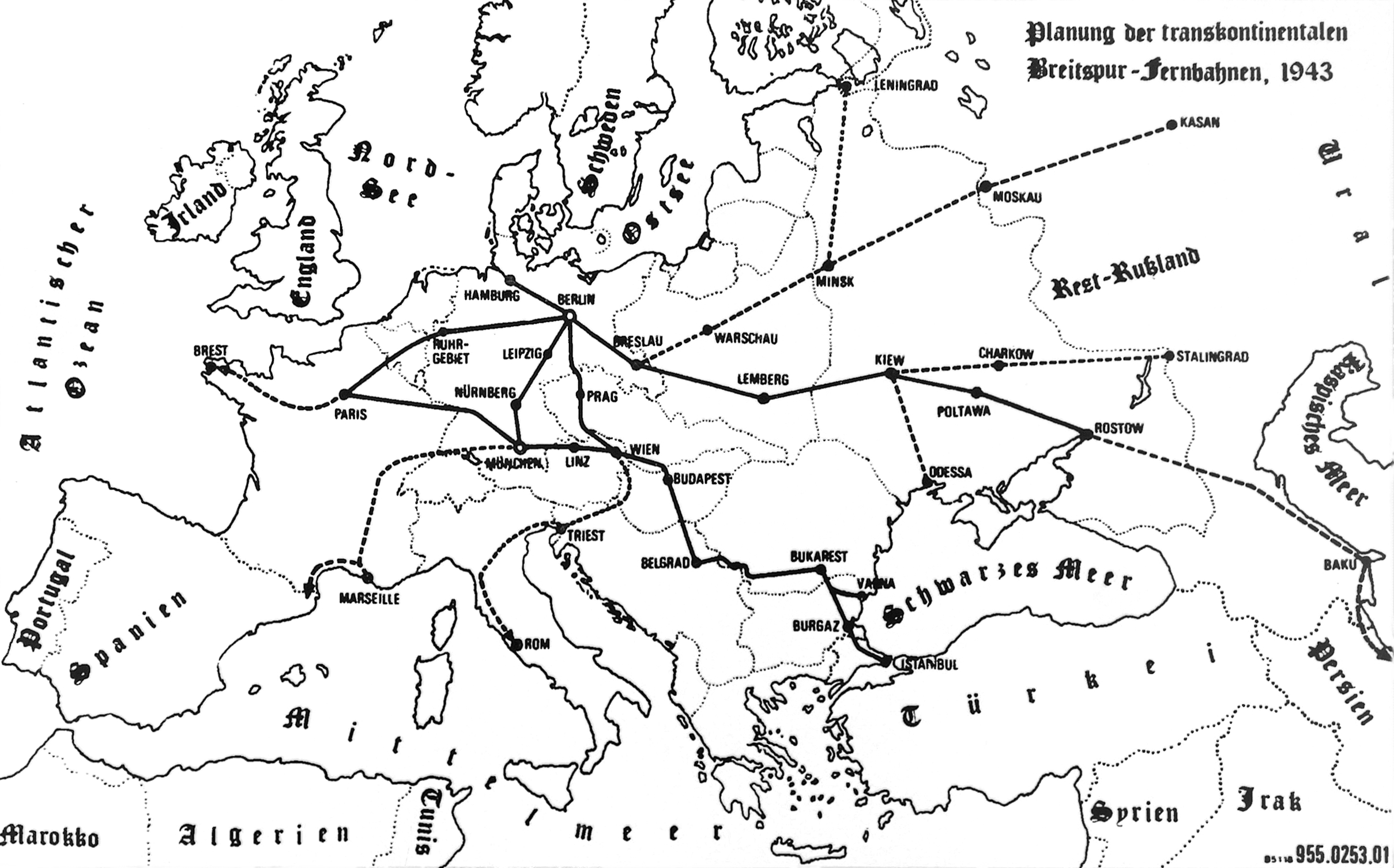
Projet de réseau, proposé en 1943.

L'infrastructure de la voie reste traditionnelle : une plateforme de ballast  supporte des traverses en bois ou en béton sur lesquelles s'appuient les rails de roulement écartés de 3 m. Ce sont les dimensions des éléments qui sont plus inhabituelles. Les traverses sont longues de 5 m, les rails pèsent de 76  à   95 kg par mètre. Les voies affectées au trafic voyageurs sont distinctes de celles réservées aux trains de marchandises.
Le ministre des transports Julius Dorpmüller décide de la configuration du réseau. Le projet initial prévoit des lignes rayonnant autour de Berlin vers Hambourg, Paris, Munich, Istanbul via Belgrade et Bucarest, Rostov-sur-le-Don via Kiev. Des prolongements ultérieurs sont envisagés vers Brest, l'Espagne via Marseille, Rome, Kazan via Moscou, Stalingrad, Bakou. Il est même possible que des extensions permettent, à terme, de gagner l'Inde, des négociations entre Allemagne et Japon ayant eu lieu pour définir les zones d'influence respectives des deux pays en Asie. Le réseau est précisément dessiné sur des cartes au 1/75 000 ou au 1/25 000.
La Breitspurbahn n'a pas vocation à se substituer au réseau préexistant. C'est pourquoi des triages et des gares d’échange entre réseau à voie large et réseau à voie normale sont prévus.

#### Bâtiments

Grand Central Terminal.

Les bâtiments témoignent de la même volonté de gigantisme. C'est ainsi que Berlin doit accueillir quatre gares, aux quatre points cardinaux de la ville, reliées par une ligne de ceinture. Une étude pour la gare de Berlin-Sud fait état de quatre étages de quais superposés, le bâtiment étant voulu encore plus important que la gare new-yorkaise de Grand Central Terminal. Quant à la maquette de la gare de Munich, elle montre une coupole s'élevant certainement à plus de cent mètres du sol. La future gare de Linz, ville d'Autriche où Hitler a passé une partie de son enfance, est dessinée par le Führer lui-même.

### Matériel roulant

#### Matériel moteur
Les locomotives envisagées sont à l'échelle des infrastructures. Souvent à deux niveaux, elles atteignent des puissances de 20 000, voire 30 000 ch. Elles permettent la traction de rames de voyageurs à la vitesse de 250 km/h ou de trains de marchandises de 10 000 t à 100 km/h. Trois modes de traction sont envisagés : vapeur, diesel ou traction électrique. Dans ce dernier cas, le courant utilisée est monophasé à la fréquence de 16 ²⁄₃ Hz, comme sur le réseau à voie normale, mais la tension en ligne atteint 50 kV, certains documents évoquant même 100 kV. Les études ne précisent pas quelles lignes de la Breitspurbahn doivent être électrifiées.

#### Matériel remorqué

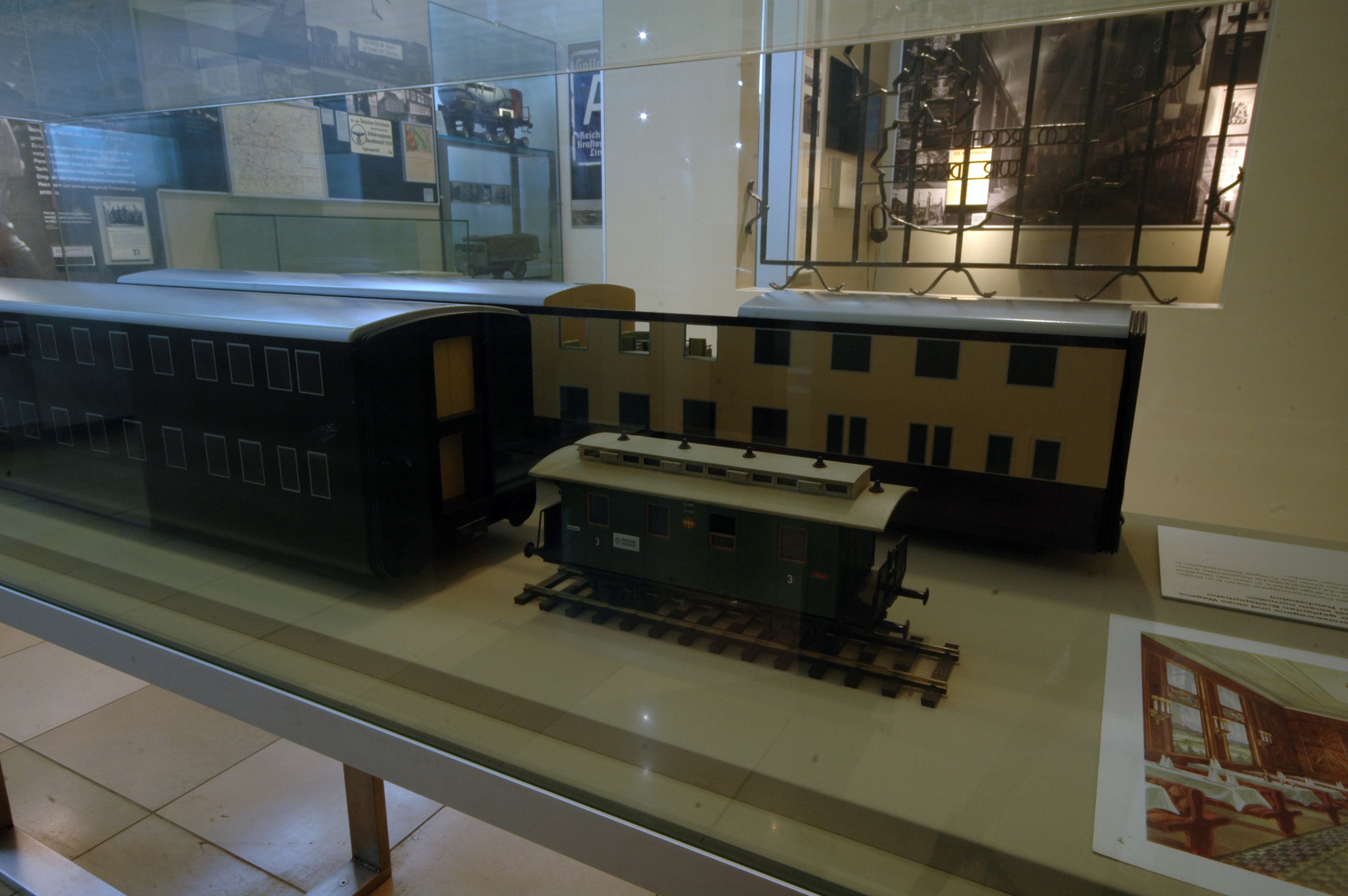
Comparaison de voitures : au premier plan à voie normale, en arrière-plan ou à gauche, à voie de 3000 millimètres.

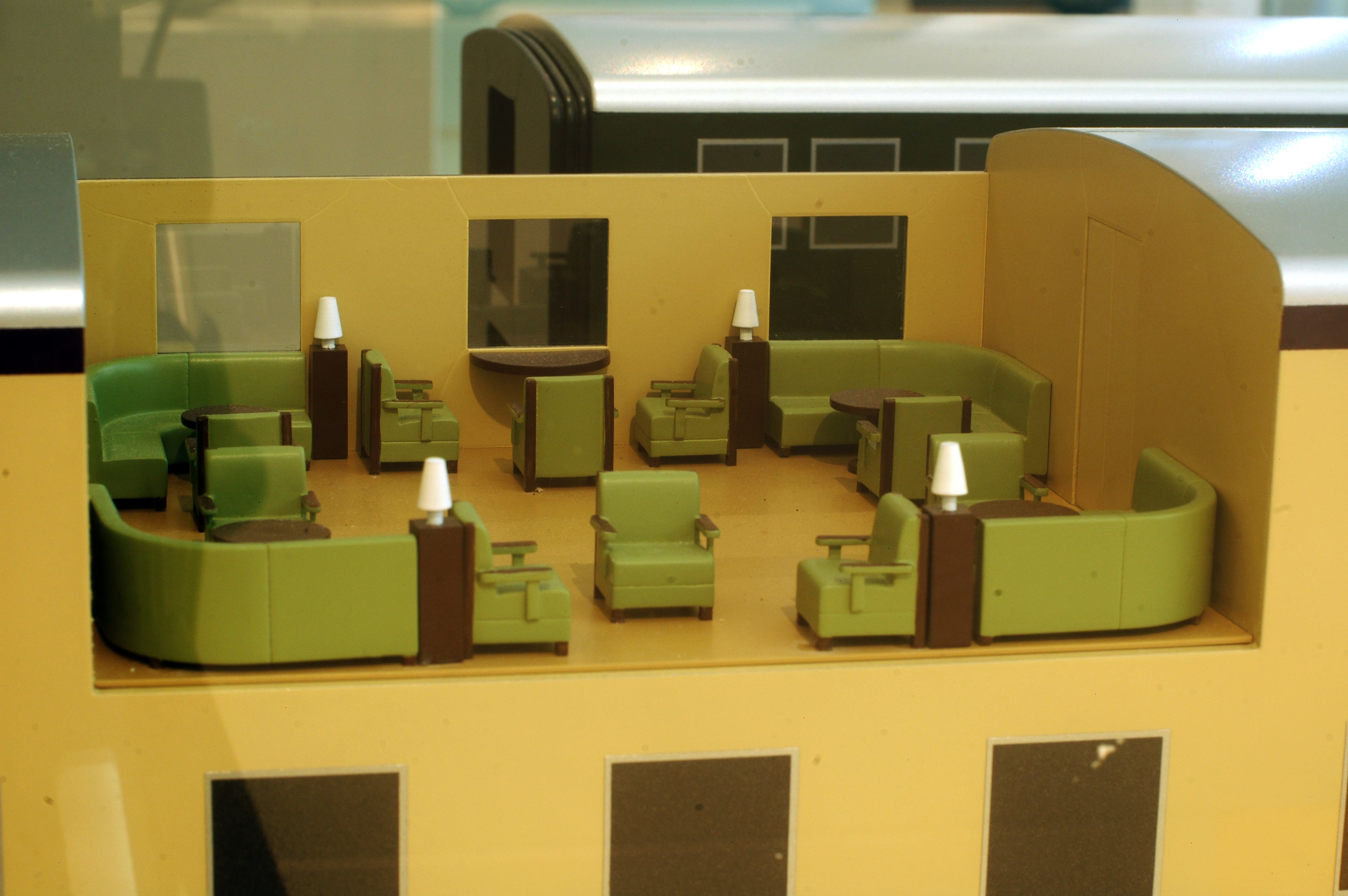
Maquette d'un compartiment-salon.

Les voitures voyageurs sont presque toutes à deux niveaux, ce que permet une hauteur disponible de 4,5 m entre plancher inférieur et plafond supérieur. La largeur est fixée à 6 m et la longueur généralement adoptée est de 42 m. Les aménagements permettent d'offrir, en troisième classe, 460 places assises par voiture. Les voitures de classe supérieure ont une capacité moindre, mais disposent de davantage d'éléments de confort : toilettes plus nombreuses, salons. Sont également prévues des voitures-restaurants (130 places), des voitures-lits pourvues de douches et de salons pour les petits déjeuners, et même des voitures-bains et des voitures-cinéma (196 fauteuils).
Les wagons de marchandises sont, plus classiquement, des versions agrandies de ce qui existe déjà : wagon-tombereau de 210 t de charge utile, wagons couverts de 400 t. Parmi les innovations techniques, toutefois, se trouvent des wagons porte-conteneurs transportant l'équivalent de dix semi-remorques, et même un projet de wagon à 32 essieux permettant le transport d'un navire de 1 000 t.